# Vara (rivier)
De Vara is een rivier in de Italiaanse provincie La Spezia. Hij is 58 km lang en mondt uit in de rivier de Magra.
- Virtual International Authority File: 244623551